# Char 2C
Char 2C – superciężki czołg francuski opracowany w czasie I wojny światowej, nie zdążył jednak w niej wziąć udziału. Znany również jako FCM 2C.

## Historia
Dokładna historia powstania tego czołgu owiana jest mgłą tajemnicy. Kiedy wiosną 1918, zaledwie trzy lata po rozpoczęciu projektowania pierwszego francuskiego czołgu, specjalna komisja sejmu francuskiego rozpoczęła śledztwo mające wyjaśnić kulisy powstawania czołgów w tym czasie, okazało się, że niemożliwe było dotarcie do nawet najbardziej podstawowej dokumentacji. Stało się wówczas oczywiste, że ktoś w bardzo aktywny sposób systematycznie niszczył istniejące dokumenty, aby zatrzeć w ten sposób ślady swojego udziału w tym pierwszym w historii „skandalu czołgowym”, porównywalnym do tego, który w 1944 zdarzył się w Anglii i Stanach Zjednoczonych. Na podstawie dokumentów, które przetrwały, udało się zrekonstruować następujący przebieg wydarzeń: w lecie 1916 roku znajdująca się na południu Francji, w pobliżu Tulonu stocznia FCM uzyskała, dzięki przekupieniu generała Moureta (ówczesnego szefa departamentu motoryzacji armii), kontrakt na zaprojektowanie i zbudowanie ciężkiego czołgu, pomimo że nigdy wcześniej nie planowano takiego projektu. Po uzyskaniu rządowych dotacji, FCM nie robi nic, aby wywiązać się ze swoich zobowiązań.
Kiedy 15 września 1916 na placu boju po raz pierwszy pojawiły się brytyjskie czołgi, odnosząc przy tym niespodziewany sukces, francuska opinia publiczna zaczęła się domagać informacji na temat stanu przygotowań Francji do produkcji czołgów. Zaniepokoiło to wielce generała Moureta, który nic nie wiedział na ten temat. Po krótkim dochodzeniu dowiedział się, ku swojemu zaskoczeniu, że FCM nie zrobiło jeszcze nic w tej sprawie. 30 września postanowił więc wziąć sprawy we własne ręce i odbył naradę z Louisem Renaultem, błagając go o pomoc – Renault zgodził się.
Louis Renault skonsultował się następnie z własnym zespołem projektowym, który właśnie ukończył rewolucyjny Renault FT-17, i ku swojemu zadowoleniu, dowiedział się, że jego najzdolniejszy inżynier Rodolphe Ernst-Metzmaier prywatnie rozpoczął już wcześniej projektowanie takiego czołgu. Bardzo szybko skonstruowano drewniany model naturalnej wielkości takiego czołgu, który został zaprezentowany „Komitetowi Konsultacyjnemu ds. Artylerii Szturmowej” 17 stycznia 1917. Projekt tego czołgu był w tym czasie zdecydowanie najbardziej nowoczesną i zaawansowaną konstrukcją na świecie. To z kolei zaniepokoiło brygadiera Estienne’a, dowódcę nowo powstałych oddziałów pancernych, który obawiał się, że rozpoczęcie produkcji tych czołgów spowolni lub nawet zatrzyma produkcję dużo bardziej praktycznych (i tańszych) FT-17. Przekonał on głównodowodzącego wojsk francuskich generała Joffre’a, aby skasowano projekt tego czołgu. Niemniej generał Mouret zamówił aż trzy odmiany prototypów nowego czołgu – wersje „A”, „B” i „C”, ważące odpowiednio 30, 40 i 62 tony.
W grudniu 1917 zaprezentowano pierwszy prototyp, FCM 1A. W tym czasie Mouret stracił już jakiekolwiek wpływy polityczne, a szefem komisji został Estienne. Bliski przyjaciel Estienne’a, generał Philippe Pétain zasugerował mu, aby zakończyć ten cały „niebezpieczny” program. Estienne odpowiedział, iż byłoby to politycznie niebezpieczne, gdyż francuska opinia publiczna chce wiedzieć, dlaczego te ciężkie czołgi nie są jeszcze gotowe, sugeruje on więc, aby publicznie popierali oni konstrukcję tych pojazdów, ale za kulisami robili wszystko, co możliwe, aby opóźnić ich powstanie. Estienne wybiera więc najcięższą z wersji „C”, co wymaga wykonania nowego prototypu, jeszcze bardziej opóźniając produkcję, a w gestii Pétaina będzie leżało, aby złożyć niemożliwie duże do zrealizowania zamówienie, dalej opóźniając produkcję i rozpoczynając w ten sposób nowe polityczne przepychanki.
Pétain zamawia 300 ciężkich czołgów i ustala termin dostawy na marzec 1919, co rozpoczyna natychmiastową kłótnię pomiędzy premierem i ministrem wojny Clemenceau a ministrem ds. broni Louisem Loucheurem, który już teraz ma dość kłopotów ze znalezieniem odpowiednich mocy produkcyjnych i materiałów do wykonania istniejących zamówień. Przez najbliższe tygodnie i miesiące Estienne i Pétain zaczynają żądać najbardziej idiotycznych usprawnień do czołgów, aby uczynić ich produkcję zupełnie nieopłacalną i nierealistyczną. Pétain prosi o wyprodukowanie pontonów o napędzie gąsienicowym, aby czołgi mogły przekroczyć rzeki Mozę, Ren i Łabę, a Estienne życzy sobie, aby do czołgu dodano taran i elektroniczny wykrywacz min. Do czasu zakończenia wojny nie ukończono budowy ani jednego czołgu.
Postanowione zostaje, aby skasować zamówienie i przez krótką chwilę wydaje się, że historia powstania francuskiego czołgu ciężkiego skończy się jak farsa, ale ostatecznie Estienne decyduje, aby zamówić 10 egzemplarzy, które w końcu powstają w 1921 r.

## Opis czołgu
Masa bojowa w pełni załadowanego Char 2C wynosiła 69 ton, nie tylko ze względu na bardzo gruby, jak na standardy I wojny światowej, pancerz (od 22 do 45 mm), ale także z powodu jego potężnych rozmiarów – długość kadłuba wynosiła ponad 12 m. W bardzo przestronnym wnętrzu mieściły się dwa przedziały bojowe. Pierwszy z nich znajdujący się z przodu przykryty był od góry trzyosobową wieżą z długolufowym działem 75 mm, a drugi przedział obsługiwał wieżę z karabinem maszynowym. Na froncie czołgu znajdowały się jeszcze trzy niezależne karabiny maszynowe 8 mm.
Char 2C był jedynym superciężkim czołgiem, który uzyskał status operacyjny. „Czołg superciężki” to nie tylko bardzo duży czołg, ale przede wszystkim czołg, który jest znacznie większy od innych czołgów z danego okresu. Następnym operacyjnym czołgiem ważącym tyle co Char 2C był dopiero Tygrys II z okresu II wojny światowej.
Oba przedziały bojowe były połączone maszynownią, w której znajdowały się dwa silniki o mocy 200 (lub 250) KM, każdy z nich napędzających jedną gąsienicę. Prędkość maksymalna wynosiła 15 km/h, a siedem zbiorników z paliwem o łącznej pojemności 1260 litrów dawało czołgowi zasięg 150 km.
Czołg obsługiwany był przez załogę składającą się z dwunastu osób, byli to: kierowca, dowódca czołgu, ładowniczy, celowniczy, czterech strzelców karabinów maszynowych, mechanik, elektryk, asystent mechanika i elektryka oraz radiooperator.

## Historia operacyjna

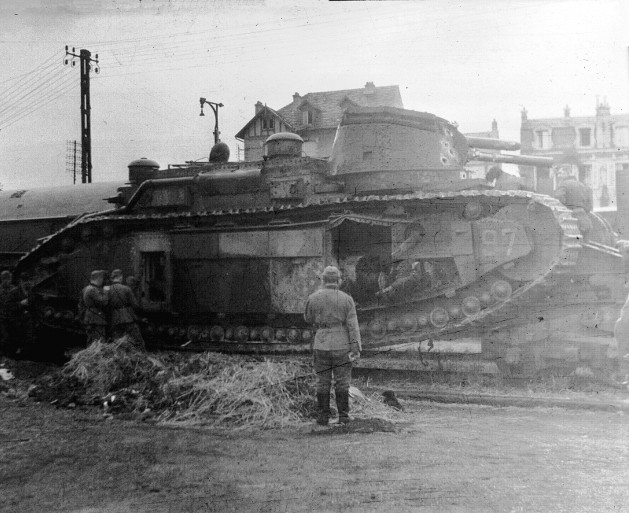
Char 2C nr 97 „Lorraine” po przejęciu przez Niemców, lato 1940

W czasie francuskiej mobilizacji w 1939 wszystkie Char 2C zostały na nowo aktywowane (choć w tym czasie były to konstrukcje wyraźnie przestarzałe) i sformowano z nich 51. batalion pancerny (Battaillon de Chars de Combat). Otrzymały one numery boczne od 90 do 99, a ze względów propagandowych każdy z nich otrzymał nazwę jednego z regionów Francji – kolejno Poitou, Provence, Picardie, Alsace, Bretagne, Touraine, Anjou, Normandie, Berry, Champagne, „Normandie” został później przemianowany na „Lorraine”. Jako że czołgi nie miały żadnej praktycznej wartości bojowej, pełniły głównie funkcje propagandowe. Nie wzięły one udziału w ataku na linię Zygfryda, ale za to grały w wielu filmach z tego okresu i były używane do różnego typu pokazów.
Po ataku wojsk niemieckich na Francję, podjęto decyzję, aby uniemożliwić Niemcom zdobycie tych słynnych pojazdów. Zostały one wysłane transportem kolejowym na południe Francji, ale pociąg z nimi został zatrzymany przez pożar, co spowodowało zmianę oryginalnej decyzji i czołgi zostały zniszczone ładunkami wybuchowymi. Niemniej jeden z czołgów, „Champagne”, został przechwycony przez Niemców w prawie nieuszkodzonym stanie i wysłany do Berlina jako zdobycz wojenna. W 1948 zniknął on stamtąd i według niektórych spekulacji znajduje on się teraz w radzieckim muzeum broni pancernej w Kubince.

## Wersje
W 1926 czołg, który później otrzymał nazwę „Champagne”, został zmodyfikowany i otrzymał nowe oznaczenie „Char 2C bis”. Nowa wersja została uzbrojona w haubicę 155 mm, zrezygnowano także w niej z przednich pozycji karabinów maszynowych. W tej konfiguracji czołg ważył około 74 tony. Modyfikacja ta była tylko czasowa i w tym samym roku „Champagne” został przywrócony do oryginalnej konfiguracji.
W 1939 „Lorraine” jako czołg dowódcy kompanii otrzymał grubszy pancerz, praktycznie niemożliwy do przebicia przez ówczesne niemieckie działa przeciwpancerne. Opancerzenie z przodu została pogrubione do 90 mm, a z boków do 65 mm. W tej wersji czołg ważył około 75 ton, miał najgrubszy pancerz ze wszystkich czołgów tego czasu i do tej pory pozostaje najcięższym czołgiem który został użyty operacyjnie.